# 호르스트 진더만
호르스트 진더만(독일어: Horst Sindermann, 1915년 9월 5일 ~ 1990년 4월 20일)은 독일의 공산주의 정치인이자, 동독의 지도자들 중의 하나였다.

## 어린 시절
드레스덴에서 작센주 사회민주당 정치인 카를 진더만의 아들로 태어났다. 그의 형 쿠르트는 공산당의 당원으로서 정계에 입문하여 1929년부터 1933년까지 작센 주 의사당에 근무하였다.
호르스트는 1929년 공산청년연맹에 가입하여 1932년 드레스덴의 지방 공무원이 되었다. 단체는 1933년 6월 나치스에 의하여 금지당하였고, 진더만은 체포되어 불법적인 정치 활동에 의한 징역 8개월을 선고받았다. 1934년 9월 그는 공산청년연맹 드레스덴 지점의 정치적 경영자가 되었다. 1935년 3월에 다시 체포되어, 고문을 당하고 발트하임 감옥에서 6년동안 옥살이를 하였다. 1941년에 몇몇의 수용소로 보내졌다가 1945년 미군에 의하여 풀려났다.

## 동독에서의 경력
전쟁이 끝나자, 진더만은 작센으로 돌아와 독일 공산당에 입당하였다. 1946년 후에 그는 소비에트 연방 점령 지구에서 공산당과 사회민주당의 합병으로 창시된 통일사회당의 단원이 되었다.
1945년부터 1947년까지 진더만은 드레스덴에서 "작센 인민신문"과 켐니츠에서 "인민타임즈"의 신문 편집자로 활약하였다. 그는 켐니츠와 라이프치히에서 첫 당서기가 되었다. 그는 전 나치 공무원과 결혼하여 비판을 받은 당 의장 오토 그로테볼과 충돌하여 1949년 6월 당이 조정하는 위원회에 의하여 비판을 받았고, 자신이 편집국장(1950~53)이 되었던 할레의 "자유신문"에 강등되었다.
진더만은 1954년부터 1963년까지 중앙 위원회에서 선동과 선전의 지휘자를 지냈다. 1958년에 후보자가 되었고, 1963년 중앙 위원회의 의원이 되었다. 같은 해에 할레 지역구의 첫 당서기(1971년까지)로 임명되기도 하였고 국민의회에 처음으로 선출되었다. 1967년에는 정치국에 수용되었다.

## 동독의 지도자력
1971년 그는 장관 회의 부의장이 되었고, 2년 후에 전임자 빌리 슈토프가 물러난 발터 울브리히트를 대신하여 국가의장이 되을 때 의장이 되었다.
1976년 10월 당수 에리히 호네커가 진더만을 경제에서 너무 자유적으로 간주하면서 자신의 상승이 단축되고 말았다. 진더만이 국민의회의 회장과 국가의회의 부의장으로 강등될 동안에 슈토프가 자신의 전임직을 다시 차지하였다. 그리하여 그는 적은 정치적 영향과 함께 남고 말았다.

## 사임과 말년
평화적 혁명 때 1989년 11월 모든 요직들로부터 사임할때까지 진더만은 이 요직들에 남아있었다. 12월 3일에는 통일사회당으로부터 제외되었다.
1990년 1월에 체포되었으나, 건강적 염려로 결국 석방되었다. 4월 20일 베를린에서 사망하였다.
| 전임 빌리 슈토프 | 제3대 독일민주공화국 각료평의회 주석 1973년 10월 3일 – 1976년 10월 29일 | 후임 빌리 슈토프 |

| 전임 게랄트 괴팅 | 제3대 독일민주공화국 인민의회 의장 1976년 10월 29일 – 1989년 11월 13일 | 후임 귄터 말로이다 |